# Salvo (film)
Salvo è un film del 2013 scritto e diretto da Fabio Grassadonia e Antonio Piazza.

## Trama
Salvo, un killer della mafia, e il suo boss latitante riescono a sfuggire ad un agguato. Per regolare i conti Salvo entra nell'appartamento del mandante e qui scopre Rita, la sorella, che però non può vederlo poiché è cieca dalla nascita. Dopo un po' la ragazza avverte la sua presenza ma il suo tentativo di avvisare il fratello al rientro risulterà vano. Dopo aver ucciso l'uomo Salvo punta la pistola contro la ragazza e le mette le mani sporche di sangue sul volto, in quel momento avviene qualcosa di miracoloso: Rita acquista la vista. Salvo rapisce la ragazza e la nasconde in un magazzino abbandonato dicendo al boss di aver ucciso anche lei, ogni giorno le porta da mangiare e sembra provare dei sentimenti per lei. Quando il boss scopre tutto intima a Salvo di eliminarla, lui però affronta i picciotti: riesce a mettere in salvo Rita ma rimane ferito mortalmente.

## Produzione
Il film è costato circa 1 milione di euro e per raccogliere i fondi ci sono voluti 5 anni. Sara Serraiocco è stata selezionata dopo un lungo casting tra esordienti ed ha seguito un lungo percorso di apprendimento della cecità.

### Location
Le riprese si sono svolte a Palermo e in provincia di Enna, precisamente nel piccolo paese di Villapriolo.

## Musica
La colonna musicale del film è composta solamente dal brano Arriverà cantato dai Modà con Emma Marrone.

## Distribuzione
Il film è stato presentato al Festival di Cannes 2013 il 16 maggio nella sezione della Settimana internazionale della critica. Nelle sale italiane è uscito il 27 giugno, mente in quelle francesi il 16 ottobre e in quelle del Regno Unito a marzo 2014. Il film è stato comprato per la distribuzione in circa 25 paesi del mondo, inclusi Stati Uniti e Australia. Ha partecipato a numerosi festival internazionali come Londra, Chicago, Palm Springs, Stoccolma, Glasgow, Abu Dhabi ed all'Annecy cinéma italien.

## Accoglienza

### Critica
Accolto tra gli applausi di Cannes, apprezzato per i piani sequenza e definito "un'esperienza sensoriale", il film riesce a far ricordare le tradizioni cinematografiche noir e western incrociandole con alcune caratteristiche di Takeshi Kitano.

### Incassi
L'incasso dopo il primo week-end di proiezione è stato di 57360 €, mentre quello totale in Italia ammonta a circa 300000 €.

## Riconoscimenti
- 2014 - David di Donatello
  - Nomination Miglior regista esordiente a Fabio Grassadonia e Antonio Piazza
  - Nomination Miglior produttore a Massimo Cristaldi e Fabrizio Mosca
  - Nomination Migliore fotografia a Daniele Ciprì
  - Nomination Migliore scenografia a Marco Dentici
- 2014 Festival del cinema di Porretta Terme
  - Selezionato in concorso alla sezione Fuori dal Giro
- 2014 - Nastro d'argento
  - Migliore fotografia a Daniele Ciprì
  - Premio Guglielmo Biraghi a Sara Serraiocco
  - Nomination Miglior regista esordiente a Fabio Grassadonia e Antonio Piazza
  - Nomination Miglior produttore a Massimo Cristaldi, Fabrizio Mosca
  - Nomination Migliore scenografia a Marco Dentici
- 2014 - Globo d'oro
  - Migliore attrice a Sara Serraiocco
  - Nomination Miglior fotografia a Daniele Ciprì
- 2013 - Festival di Cannes
  - Grand Prix de la Semaine de la Critique
  - Prix Révélation
- 2013 - Premio Flaiano
  - Premio all'interprete femminile (Sara Serraiocco)
- 2013 - Premio Vittorio De Sica
  - Attrice esordiente (Sara Serraiocco)
- 2013 - Magna Graecia Film Festival
  - Gran Premio della Giuria
  - Miglior attrice (Sara Serraiocco)
- 2013 - Festival di Lubiana
  - Premio FIPRESCI
- 2013 - Festival del Cinema di Frontiera
  - Menzione speciale
- 2008 - Premio Solinas
  - Menzione speciale
- 2013 - Trailers FilmFest
  - Premio rivelazione dell'anno
- 2013 - British Film Institute Awards
  - Nomination Sutherland Trophy
- 2013 - Bobbio Film Festival
  - Premio Migliore Regia a Fabio Grassadonia e Antonio Piazza